# 都鳥伸也
都鳥 伸也（とどり しんや、1982年11月 - ）は、日本の映画プロデューサー。日本映画学校（現・日本映画大学）映像科16期卒業。岩手県北上市生まれ。同じく映画プロデューサーの都鳥拓也とは双子の兄弟である。

## 略歴
2004年日本映画学校卒業後、映画監督・武重邦夫の主宰する『Takeshigeスーパースタッフ・プログラム』に参加。地域の文化に根ざした映画の発信を目指し、映画の企画・製作・配給について学ぶ。このとき企画した『いのちの作法』（小池征人監督）をプロデューサーとして、2005年8月から2008年1月まで約2年半をかけて製作。翌年、2009年7月にはプロデュース第2作目となる『葦牙－あしかび－　こどもが拓く未来』（小池征人監督）を発表する。
2010年、新作映画『希望のシグナル』を製作開始。企画・製作のほか、監督を担当する。

## 主な作品
- 『いのちの作法』（プロデューサー・2008年）
- 『葦牙　あしかび　こどもが拓く未来』（プロデューサー・2009年）
- 『希望のシグナル』（企画・監督　※現在、製作中。2012年完成予定）